# Elección para gobernador de Luisiana de 1987
La elección para gobernador de Luisiana de 1987 se realizó el 24 de octubre de dicho año, así como en dos otros estados de Estados Unidos, para elegir a los responsables de la administración a nivel estatal. 

## Sistema electoral
El gobernador es elegido por sufragio universal, en un sistema de segunda vuelta. El margen para resultar electo en la primera ronda de votación es un 50% de los votos válidamente emitidos. Si ninguna candidatura logra el 50% de los votos válidamente emitidos, hay una segunda vuelta entre las dos más votadas.
Dura cuatro años en el ejercicio de sus funciones y puede ser reelegido como máximo en una ocasión.

## Resultados

### Primera vuelta
Con 100 % de los votos escrutados.
|  | 33,15 % |

|  | 27,93 % |

|  | 18,49 % |

|  | 9,92 % |

|  | 8,92 % |

|  | 8,92 % |

|  | 0,24 % |

|  | 0,15 % |

|  | 100 % |

### Segunda vuelta
Debido a que ningún candidato superó el 50% de los votos, tanto Edwin Edwards como Buddy Roemer pasaron a segunda vuelta, destinada a realizarse el 21 de noviembre. Dado que prácticamente todas las fórmulas derrotadas apoyaron a Roemer en la segunda vuelta, y con las encuestas pronosticando una derrota aplastante para Edwards, este resolvió el 25 de octubre no presentarse al desempate, por lo que Roemer fue declarado gobernador electo y asumió el cargo el 14 de marzo.